# Purfing
Purfing ist ein Ortsteil der Gemeinde Vaterstetten im Landkreis Ebersberg, Bayern.

## Geographie
Purfing liegt etwa 15 km von der Landeshauptstadt München entfernt. Nördlich des Ortes – bereits auf Anzinger Flur – liegt der künstlich angelegte kleine Lindsee. 1998 wurde neben dem Weiher die Lindseekapelle errichtet. Durch das Dorf verläuft die Staatsstraße 2081, die auf der Route einer alten Römerstraße verläuft.

## Geologie
Purfing liegt auf der Münchner Schotterebene, auch „Münchner schiefe Ebene“ genannt. Die Schotterebene hat an manchen Stellen eine Stärke von ca. 15 m. In der letzten Eiszeit, genau genommen vor 15.000 Jahren, brachte der Inn-Gletscher auf den Weg von den Alpen zum Meer tonnenweise Felsen und Geröll mit, das sich an bestimmten Stellen zu Bergen und Wällen auftürmte. Dabei entstand zwischen Neufarn und Anzing ein Moränenhügelzug. Zu den höchsten Erhebungen, die der Gletscher hinterließ, gehören der Turmhügel mit einer Höhe von ca. 561 m und der Purfinger Berg mit einer Höhe von 568 m. Nachdem der Gletscher geschmolzen war, entstand hier eine trockene, wasserlose Heide-, Busch- und Waldlandschaft.

## Geschichte
Da Purfing von der Lage her strategisch sehr günstig ist, gibt es Vermutungen, dass die Ansiedelung auf die Zeit der Römer zurückgeht.
Purfing wird urkundlich zum ersten Mal 800 n. Chr. erwähnt, was diesen Ort zum ältesten Ortsteil der Gemeinde Vaterstetten macht und er somit sogar älter als München ist. In den ältesten Urkunden, die die Gemeinde Vaterstetten besitzt, wird Purfing mit Ortsadel „Purolfinger“ genannt.
Nördlich von Purfing soll eine Gebelsburg auf den Turmhügel gestanden haben, auf der Fläche mit der alten Flurbezeichnung „Spielberg“.
Nachweislich gibt bzw. gab es einen unterirdischen Gang, der entweder zur Gebelsburg oder nach Kaiserberg führen sollte. Bei Bauarbeiten an der Anzingerstraße fand man den unterirdischen Gang. Dieser wurde allerdings zugeschüttet.
Purfing war bis 1804 Sitz eines (Schergen-)Amtes des bayerischen Landgerichts Schwaben, das den einzelnen Obmannschaften übergeordnet war.
Im Westen von Purfing, am Stürzerweg auf dem Gelände der Transformatorstation gab es einen See. Dieser See hieß „Burgsee“ und hatte einen flachen Überlauf nach Westen. Dieser See soll um 1900 noch existiert haben.
Es soll auch eine naheliegende Quelle gegeben haben, vielleicht hatte diese sogar den See gespeist. Diese Quelle soll in den 1920er Jahren von dem Anzinger Pfarrer gesprengt worden sein, weil Jugendliche dort nackt gebadet haben.

## Volksglauben
Überliefert ist, dass in oder um Purfing eine „Trut“ ihr/sein Unwesen trieb und auch Irrlichter soll man gesehen haben.

## Kirche

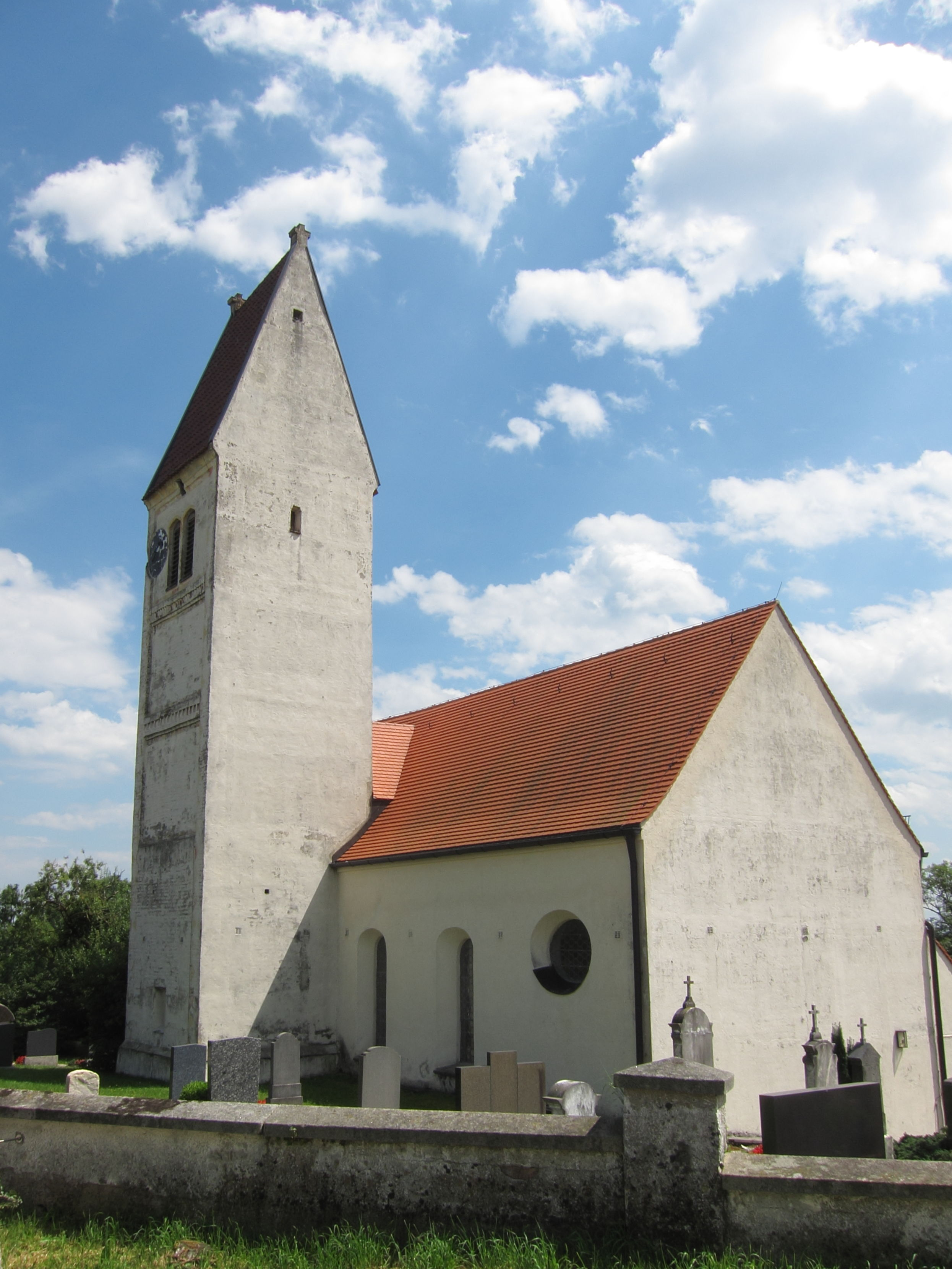
St. Laurentius in Purfing

Die St.-Laurentius-Kirche mit Sattelturm und ihrer sehr schlichten und klaren Anmutung befindet sich auf dem Purfinger Berg. Die Kirche wird im Innenraum durch den spätgotischen Chor mit Diensten und Gewölberippen geprägt.
Der barocke Hochaltar mit einer Mondsichel-Madonna ist das Zentrum des Gotteshauses.